# Список семей языков

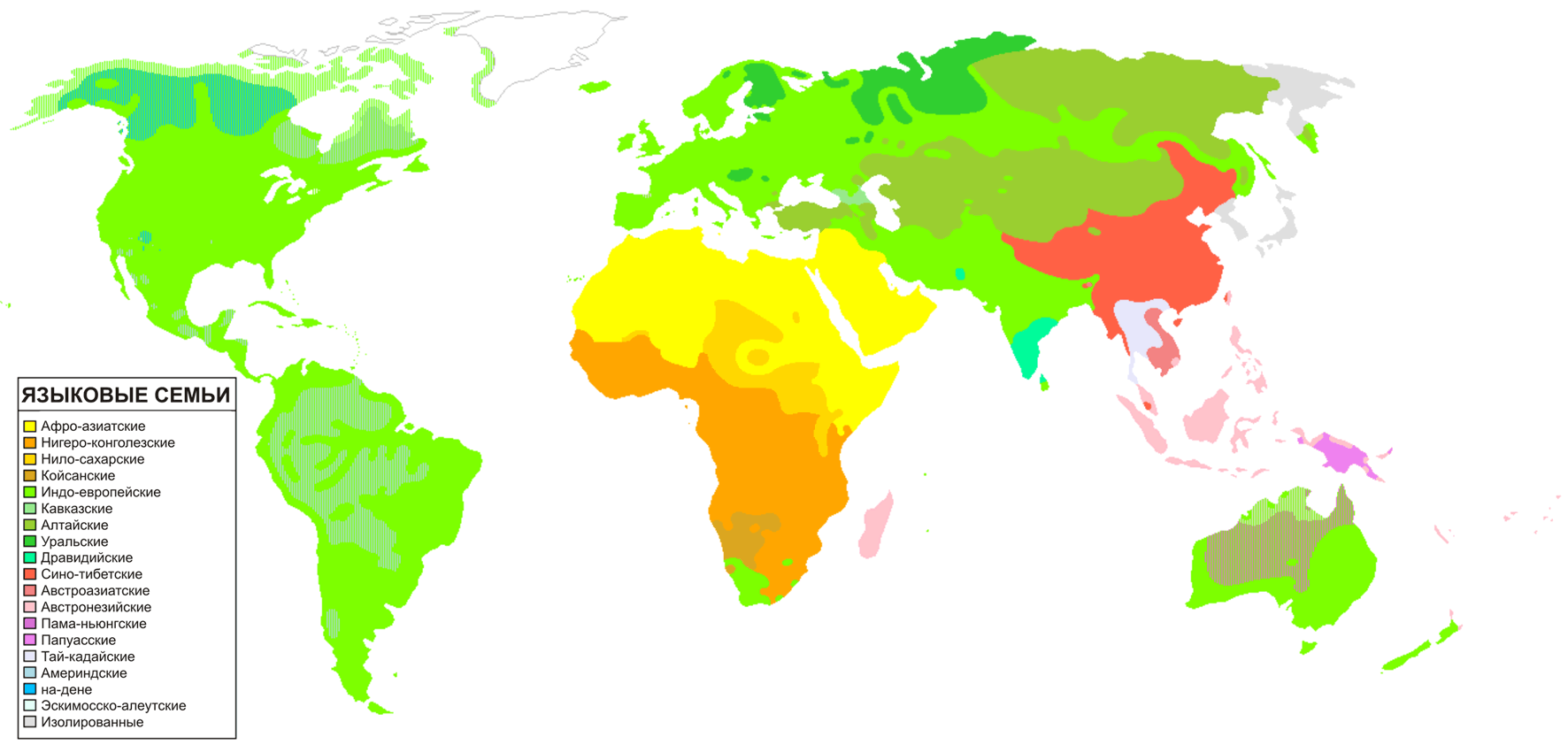
Распределение языковых семей на планете

В мире насчитывается несколько тысяч языков. Наиболее известные справочники включают только современные (то есть живые и недавно вымершие) языки. Согласно данным Ethnologue, по состоянию на 2018 год количество современных языков составляет около 7 тысяч, а по Реестру Лингвосферы (англ.) — 4994. Большинство из них объединяется в семьи, некоторые языки считаются изолированными (то есть представляют семьи, состоящие из одного языка) или остаются неклассифицированными.
Семьёй языков считается генетическое языковое объединение примерно такого же уровня глубины, как индоевропейские языки, то есть распавшееся примерно 6—7 тыс. лет назад. Некоторые семьи, традиционно так именуемые, на поверку оказываются более глубокими объединениями (например, австронезийские языки, кушитские языки). Ниже они именуются надсемьями.
Всего насчитывается около 420 языковых семей, более 100 изолятов и более 100 неклассифицированных языков. Семьи нередко объединяются в единицы более высокого уровня — макросемьи (филы, англ. phylum), однако в настоящее время существование большинства из них продолжает оставаться лишь научной гипотезой, требующей дальнейшего подтверждения. Надёжное обоснование получили лишь теории о существовании нигеро-конголезской и афразийской макросемей.

## Географическая классификация
Наиболее удобным способом упорядочивания такого большого числа семей является не генетический, а географический — по материкам или континентам, хотя границы языковых семей, конечно, не вполне соответствуют физическим границам.
Генетическое разнообразие не одинаково у разных регионов.
1. Евразия: всего 21 семья, 4 изолята и 12 неклассифицированных языков.
2. Африка и Юго-западная Азия: всего 28 семей, 10 изолятов и 10 неклассифицированных языков.
3. Океания: «папуасские» и австралийские языки. Всего 100 семей и 32 изолированных языка.
4. Северная Америка (в том числе Мезоамерика): всего 42 семьи, 28 изолятов и 6 неклассифицированных языков.
5. Южная Америка: по последним сведениям выделяется 55 семей, 43 изолированных и 77 неклассифицированных языков.

Знаком † помечены вымершие языки, семьи и группы языков. В {фигурных} скобках указано число языков.

## Евразия
- Баскская семья {3}
- Индоевропейская семья {449}

Следующие 2 семьи обычно называются кавказскими языками (негенетическое объединение):
- Северокавказская семья {34}, не общепринятое единство, состоит из:
  - Абхазо-адыгских языков
  - Нахско-дагестанских языков
- Картвельская семья {4}
- Уральская семья {39}
- Алтайская семья {79}, признана не всеми исследователями, обычно включает:
  - Монгольские языки
  - Тюркские языки
  - Тунгусо-маньчжурские языки; но в наиболее полном варианте также
  - Корейский язык и
  - Японо-рюкюские языки (включая японский язык и рюкюские языки)
- Дравидийская семья {66}
- Бурушаски язык (изолят) {1}
- Следующие 5 семей условно называются «Палеоазиатскими языками» (негенетическое объединение):
  - Енисейская семья {2}
  - Юкагиро-чуванская семья {2}
  - Чукотско-камчатская семья {5}, в том числе: чукотский язык, корякский язык, ительменский язык и др. (признана не всеми)
  - Нивхский язык (изолят) {1}
  - Айнская семья {3}
- Сино-тибетская семья {363}, в том числе китайский язык (или, скорее, группа языков)
- Тай-кадайская семья {70}
- Мяо-яо семья {22}
- Австроазиатская надсемья
  - Собственно австроазиатская семья {163}, в том числе вьетнамский язык
  - Никобарская семья {6}
- Австронезийская надсемья {1268}
  - Малайско-полинезийская семья {1248}
  - Формозская (тайваньская) семья {20} — фактически линкидж
- Андаманская семья {13}

Древние языки:
- Тирренская семья {2} † (вкл. этрусский язык)
- Хуррито-урартская семья † {2}
- Шумерский язык (изолят) † {1}
- Эламский язык (изолят) † {1}
- Неклассифицированные языки {12}, в том числе иберский язык †, кипро-минойский язык †, этеокритский язык †, хаттский язык †, касситский язык † и другие реликтовые языки Западной Евразии.

## Африка и Юго-западная Азия
Языки Африки традиционно объединяются в 4 «макросемьи», родство не всех из них доказано, однако они широко используются для удобства.

### Афразийская макросемья{375}
1. Семитская семья {77}
2. Берберо-канарская семья {26}, состоящая из берберских и канарских (гуанчских) языков
3. Египетская семья {5}
  - Древнеегипетский язык †
  - Коптский язык †
4. Чадская семья {195}
  - Центральночадская ветвь {86}
  - Западночадская ветвь {73}
  - Восточночадская ветвь {36}
5. Кушитская надсемья {47}
  - Бедауйе язык {1}
  - Агавская семья {5}
  - Южнокушитская семья {8}
  - Восточнокушитская семья {33}
6. Омотская надсемья {28}
  - Северо-омотская семья {24}
  - Южно-омотская (ароидная) семья {4}

### Нигеро-конголезская (конго-кордофанская) макросемья{1514}
1. Кордофанская семья {24}
2. Манде семья {68}
3. Атлантическая семья {64}
4. Иджоидная семья {10}
5. Догонская семья {10}
6. Кру семья {39}
7. Сенуфо семья {15}
8. Гур семья {96}
9. Адамава-убангийская семья {158}
10. Ква семья {80}
11. Бенуэ-конголезская семья {961}

### Нило-сахарские языки{204}
1. Сонгайская семья {9}
2. Сахарская семья {9}
3. Кульякская семья {3}
4. Мабанская семья {9}
5. Фурская семья {3}
6. Берта язык {1}
7. Кунама язык {1}
8. Центральносуданская семья {65}
9. Восточносуданская семья {92}
10. Гумуз язык (изолят) {1}
11. Команская семья {5}
12. Каду(гли) семья {9}

### Койсанские языки{26}
1. Кхой (центральнокойсанская) семья {8}
2. Жу-къви семья {17} = севеверокойсанские языки + южнокойсанские языки
3. Квади язык (изолят) † {1}
4. Сандаве язык (изолят) {1}
5. Хадза язык (изолят) {1}

### Неклассифицированные языки{8}
- Мероитский язык† и др.

## Океания

### Папуасские языки{832}
Классификация папуасских языков является наименее разработанной. Традиционно (по Вурму) они делятся на 5 макросемей (включающих 83 семьи и 14 изолятов), 8 отдельных семей и 32 изолята.
1. Трансновогвинейская макросемья {564}, вкл. 47 семей и 8 изолятов
2. Западнопапуасская макросемья {26}, вкл. 6 семей и 3 изолята
3. Восточнопапуасская макросемья {36}, вкл. 5 семей
4. Макросемья Сепик-раму {104}, вкл. 18 семей и 2 изолята
5. Макросемья Торричелли {48}, вкл. 7 семей и 1 изолят
6. Семья ско {7}
7. Семья Квомтари {6}
8. Семья Араи {7}
9. Амто-мусианская семья {2}
10. Гелвинская (сарерская) семья (залива Чендравасих) {33}
11. Восточночендравасихская семья[англ.] {3}
12. Семья Байоно-авбоно {2}
13. Нижне-мамберамская семья {2}

### Языки АвстралиииТасмании
Классификация языков Австралии, основанная на последних работах Ника Иванса и его коллег, с добавлением некоторых современных гипотез о дальнем родстве. Максросемьи, семьи и изоляты перечисляются по возможности по часовой стрелке с запада на восток. Реже считается, что все австралийские языки входят в единую макросемью.
1. Макро-пама-ньюнгская макросемья
  1. Пама-ньюнгская семья {175}
  2. Кунвинькуская семья {17}
  3. Танкийская семья {4}
  4. Каравская семья † {2}
2. Нюлнюльская семья {8}
3. Ворорская семья {12}
4. Пунупская семья {2}
5. Тярракская семья {5}
6. Йиррамская семья {4}
7. Дейлийская семья {19} или географическое объеденение 5 семей
8. Тиви (изолят)
9. Арнемлендская макросемья
  1. Иватьянская семья {8}
  2. Бураррская семья {4}
  3. Киимпиюская семья † {3}
  4. Какутю (изолят)
  5. Умпукала † (изолят)
10. Ларакия (изолят)
11. Лимилнганская семья {2}
12. Нгурмпур † (изолят)
13. Энинтильяква (изолят)
14. Западнобарклийская семья {3}
15. Неклассифицированные языки Австралии {минимум 5}
16. Тасманийские языки † {5}[4] географическое объденение языков включающие минимум 2 семьи

## Северная Америка
Все коренные языки Америки, кроме эскимосско-алеутских, именуются также индейскими языками; однако это — не генетическое объединение. Джозеф Гринберг выдвинул гипотезу, по которой все эти языки, кроме языков на-дене, можно объединить в америндскую (лат. Amerindian) макросемью; однако надёжного обоснования данная гипотеза не получила.
1. Эскимосско-алеутская семья {11}
2. На-дене семья {много}
3. Хайда язык (изолят) {1}
4. Алгская (алгонкино-ритванская) семья {много}
5. Вакашская семья {6}
6. Чимакумская семья {2}
7. Салишская (селишская, сэлиш) семья {много}
8. Ирокезская семья {16}
9. Калуса язык (изолят) † {1}
10. Тимукуанская семья † {2}
11. Ючи язык (изолят) {1}
12. Натчез язык (изолят) † {1}
13. Мускогская семья {7}
14. Туника (язык) язык (изолят) † {1}
15. Читимача (читимаша) язык (изолят) † {1}
16. Атакапская семья † {2}
17. Адаи язык (изолят) † {1}
18. Каддоанская (каддо кэддо) семья {6}
19. Тонкава язык (изолят) † {1}
20. Сиуанская (сиу-катавба) семья {18}
21. Цимшианская семья {2}
22. Шинукская (чинук) семья {3}
23. Алсейская семья † {2}
24. саюсло язык (изолят) † {1}
25. Кусская семья {2}
26. Такелма-калапуянская семья {4}
27. Винтуанская семья {2}
28. Майдуанская семья {4}
29. Утийская (мивок-костано) семья {15}
30. Йокуцская семья {6}
31. Пенутийская плато семья {6}
32. Карок (корате, карук) язык (изолят) {1}
33. Чимарико язык (изолят) † {1}
34. Шастанская семья {4}
35. Палайхнихская (палайнихская) семья {2}
36. Помоанская семья {7}
37. Яна язык (яна-яхи) язык (изолят) † {1}
38. Салинский язык {2}
39. Кочими-юманская (юма-кочими) семья {15}
40. Сери язык (изолят) {1}
41. Вашо (уашо) язык (изолят) {1}
42. Юкийская (юки-ваппо) семья {2}
43. Эсселен язык (изолят) † {1}
44. Чумашская семья {6}
45. Каюсе язык (изолят) † {1}
46. Кутенай (кутенэ) язык (изолят) † {1}
47. Каранкава язык (изолят) † {1}
48. Наолан язык (изолят) † {1}
49. Кинигуа язык (изолят) † {1}
50. Маратино[англ.] язык (изолят) † {1}
51. Солано язык (изолят) † {1}
52. Аранама язык (изолят) † {1}
53. Котонаме язык (изолят) † {1}
54. Комекрудская семья † {3}
55. Коавильтекский язык (изолят) † {1}
56. Гуайкурийская (вайкури) семья † {8} (вайкури[англ.])
57. Зуньи (суньи, зуни) язык (изолят) {1}
58. Кересская семья {2}
59. Кайова-таноанская (киова-тано) семья {7}
60. Беотук язык (изолят) † {1}
61. Юто-ацтекская семья {много}

### Средняя Америка (Мезоамерика)
1. Ото-мангская семья {много}
2. Тараско (пуре́печа) язык (изолят) {1}
3. Куитлатек язык (изолят) † {1}
4. Тотонакская семья {2}
5. Михе-соке (михе-сокская) семья {много}
6. Текистлатекская (оахакско-чонтальская) семья {2}
7. Уаве язык (изолят) {1}
8. Майяская (майянская) семья {много}
9. Шинканская (шинка) семья {4}
10. Ленканская семья {2}
11. Хикакская (толь) семья {2}
12. Мисумальп(ан)ская семья {4}
13. Неклассифицированные языки Средней Америки: †алагвилак, †амотоманко, †гуасаве, †толимеко, †чумбия и др.

## Южная Америка
Семьи перечислены в алфавитном порядке.
1. Айкана (корумбиара) язык (изолят) {1}
2. Аймаранская (хаки) семья {2}
3. Алакалуф (кавескар) язык (изолят) {1}
4. Андаки язык (изолят) † {1}
5. Андоке язык (изолят) {1}
6. Аравакская семья {65}
7. Арауканский язык (мапудунгу) (изолят) {1}
8. Барбакоанская семья {8}
9. Бора-уитотская семья {8}
10. Борор(оан)ская семья 2 {4}
11. Ботокудская (айморе) семья {3}
12. Ваорани язык (изолят) {1}
13. Варао (гварао) язык (изолят) {1}
14. Вилела язык (изолят) {1}
15. Гуайкур(ýан)ская (вайкуру́) семья {7}
16. Гуато язык (изолят) {1}
17. Гуахибская (вахиво) семья {4}
18. Дьяпанская (катукинская) семья {5}
19. Жабутийская семья {3}
20. Же семья {12}
21. Жейко язык (изолят) † {1}
22. Итонама (сихнипадара) язык (изолят) {1}
23. Кавапанская семья {2}
24. Камаканская семья † {5}
25. Камса́ (камынча) язык (изолят) {1}
26. Кандоши язык (изолят) {1}
27. Каничана язык (изолят) (†) {1}
28. Капишана язык (изолят) {1}
29. Каража язык (изолят) {1}
30. Карибская семья {43}
31. Карири(-шоко) семья † {4}
32. Каювава язык (изолят) {1}
33. Кечуанская семья {17}
34. Коая (кважа, арара) язык (изолят) {1}
35. Кофан язык (изолят) {1}
36. Леко язык (изолят) {1}
37. Луле язык (изолят) † {1}
38. Ма́ку язык (изолят) {1}
39. Мади (араванская) семья {6}
40. Маскойская семья {4}
41. Матакская (матако) семья {4}
42. Машакалийская семья {3}
43. Мовима язык (изолят) {1}
44. Мосетен язык (изолят) {1}
45. Мочика (юнга) язык (изолят) {1}
46. Муранская семья {4}
47. Намбикварская семья {5}
48. Омурано (умурана) язык (изолят) {1}
49. Отомакская (отомако) семья † {2}
50. Офайе язык (изолят) {1}
51. Пано-таканская семья {33}
52. Паэс язык (изолят) {1}
53. Пуйнавская (маку) семья {5}
54. Пукина язык (изолят) † {1}
55. Пурийская семья † {2}
56. Пуэльче язык (изолят) † {1}
57. Рикбакца язык (изолят) {1}
58. Сабела язык (изолят) {1}
59. Салив(ан)ская семья {2}
60. Самук(оан)ская семья {2}
61. Сапарская (сапаро) семья {3}
62. Сечура-катакао семья {3}
63. Тауширо (пинче) язык (изолят) {1}
64. Текирака (абишира) язык (изолят) {1}
65. Тикуна язык (изолят) {1}
66. Тимот(ей)ская (тимотэ) семья {3}
67. Тинигуанская (тинива) семья {3}
68. Трумай язык (изолят) {1}
69. Туканская (тукано) семья {23}
70. Тупи семья {46}
71. Уарпейская семья † {2}
72. Урарина (шимаку) язык (изолят) {1}
73. Уру-чипая семья {2}
74. Фулнио язык (изолят) {1}
75. Харакмбытская (туйонери) семья {2}
76. Хиварская (хиваро) семья {4}
77. Хирахарская семья † {3}
78. Чапакурская семья {9}
79. Чарруанская семья † {2}
80. Чибчанская семья {21}
81. Чикитано язык (изолят) {1}
82. Чоко семья {5}
83. Чолон язык (изолят) {1}
84. Чолонская семья {2}
85. Чонская семья {3}
86. Эсмеральда (такаме) язык (изолят) {1}
87. Юракаре язык (изолят) {1}
88. Юриманги (юруманги) язык (изолят) † {1}
89. Ягуанская (ява, пеба) семья {3}
90. Ямана (яган) язык (изолят) (†) {1}
91. Яномамская семья {4}
92. Яруро (пуме) язык (изолят) {1}

1. Неклассифицированные языки Южной Америки {86}

## Контактные языки(Креолы,пиджины,смешанные языки)
- Контактные языки на английской основе
- Контактные языки на арабской основе
- Контактные языки на немецкой основе
- Контактные языки на нидерландской основе
- Контактные языки на романской основе
  - Контактные языки на испанской основе
  - Контактные языки на португальской основе
  - Контактные языки на французской основе
- Контактные языки на русской основе

## Смешанные языки
- Алеутско-медновский язык
- Мичиф и другие

## Некоторые предлагаемыемакросемьи
- Борейская гиперсемья
  - Афразийские языки (см. выше)
  - Ностратические языки
  - Сино-кавказские языки
  - Аустрические языки
- Макросуданские языки[5] (в случае если отвергается Нило-сахарское родство)
- Индо-тихоокеанские языки
- Палеоазиатские языки  (чаще всего предполагается географическим объеденением)
- Алмонсанские языки
  - Алгонкин-Вакашские языки
- Америндские языки (Следующие гипотезы часто рассматриваются в отрыве от америндской)
  - Пинутийские языки
  - Макро-майянские языки[англ.]
  - Языки Же-Тупи-Карибские[англ.]
    - Макро-Же языки языки (несмотря на название возможно является семьей, а не макросемьей[6])

  - Макро-аравакские языки[англ.]
  - Языки Матако-Гуайкуру[англ.]